# Angioletta Coradini
Angioletta Coradini (Rovereto, 1 de julho de 1946 — Roma, 4 de setembro de 2011) foi uma astrofísica e planetologista italiana.
Foi uma das mais destacadas pesquisadoras da ciência espacial da Itália.